# Río Gállego (Ribera De Biescas)
Río Gállego (Ribera De Biescas) este o arie protejată (arie specială de conservare — SAC, sit de importanță comunitară — SCI) din Spania întinsă pe o suprafață de 250,19 ha, integral pe uscat.

## Localizare
Centrul sitului Río Gállego (Ribera De Biescas) este situat la coordonatele 42°35′33″N 0°19′09″W / 42.5924°N 0.319077°V.

## Înființare
Situl Río Gállego (Ribera De Biescas) a fost declarat sit de importanță comunitară în ianuarie 1997 pentru a proteja 2 specii de animale. Situl a fost protejat și ca arie specială de conservare în februarie 2021.

## Biodiversitate
Situată în ecoregiunea mediteraneană, aria protejată conține 1 habitat natural: Râuri de munte și vegetația lor lemnoasă cu Salix elaeagnos.
La baza desemnării sitului se află mai multe specii protejate:
- mamifere (1): vidră de râu (Lutra lutra)
- nevertebrate (1): rădașcă (Lucanus cervus)

Pe lângă speciile protejate, pe teritoriul sitului au mai fost identificate 11 specii de plante, 22 de specii de păsări, 3 specii de amfibieni, 4 specii de mamifere, 1 specie de pești, 1 specie de reptile.